# فیلتر سوخت

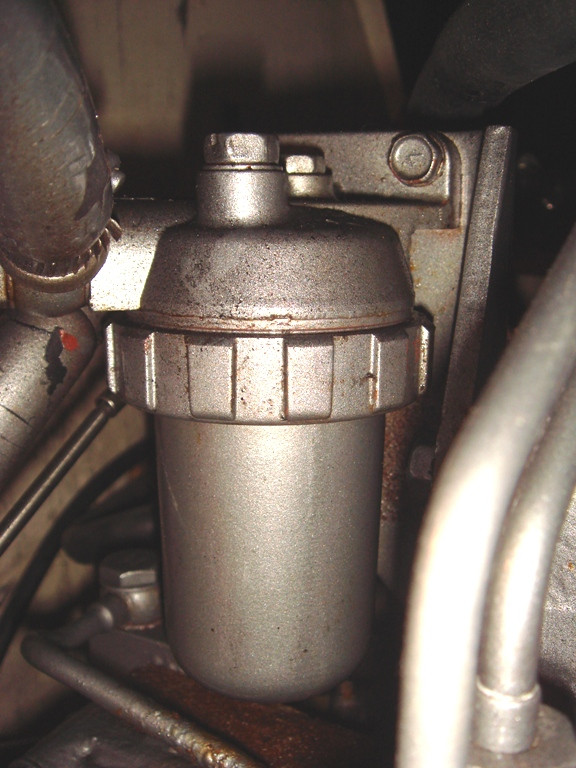
پالایشگر سوخت موتور دیزل

فیلتر سوخت دستگاهی است که قبل از موتور قرار گرفته و وظیفهٔ پالودن سوخت از آلودگی‌ها و زنگ آهنها (که اغلب دارای مقیاس ماکروسکپیک هستند) را بر عهده دارند.
فیلتر سوخت در بیشتر موتورهای درون‌سوز مورد استفاده هستند و درون آن‌ها اغلب از پالایشگر کاغذی استفاده می‌شود.
این سامانه یک بخش حیاتی در سیستم سوخت‌رسانی خودرو است چرا که در صورت عدم استفاده از آن بسیاری از آلودگی‌ها مانند آلودگی های رنگی و زنگار برده‌های اکسید آهن به دلیل رطوبت در مخزن سوخت توسط پمپ وارد موتور شده و ممکن است باعث اصطکاک و سایش و مسدود شدن پمپ سوخت یا پمپ‌های انژکتور و سوزن‌های انژکتور گردد.